# Melissa Lawley
Melissa Lawley, née le 28 avril 1994 à Kidderminster, est une footballeuse internationale anglaise qui joue attaquante à Everton FC et en équipe d'Angleterre.

## Carrière

### Club
Lawley a signé pour Bristol Academy, en 2013 à Birmingham City. En décembre 2016, elle a signé pour Manchester City.
Le 15 juin 2019, Liverpool a annoncé qu'il avait signé Lawley avant le début de la saison 2019–20.

## Distinctions

### Club
Manchester City
- FA Women's Cup: 2016–17